# Мира Бртка
Мира Бртка (svk. Mira Brtková; Нови Бановци, 5. октобар 1930 — Београд, 18. децембар 2014) била је словачка ликовна уметница, модна креаторка, позоришна и филмска редитељка.

## Биографија
Завршила је гимназију у Београду 1948. године, с тим да је пети и шести разред гимназије похађала у Братислави. Године 1953. завршила је студије режије на Академији за позоришну и филмску уметност у Београду, код професора Вјекослава Афрића, Јосипа Кулунџића и Славка Воркапића. Као стипендиста Чехословачке републике била је асистент режије у играном филму Отокара Вавре „Против свих“.
Педесетих година бавила се позоришном и филмском режијом. Режирала је кратке филмове за Загреб филм и Неопланту у Новом Саду 1958. године. Истовремено је урадила и сценарио за први анимирани филм Београдске школе цртаног филма („Солиста Николе Мајдака”). Године 1959. године била је асистент редитељима Пјетру Ђермију и Алберту Латуади.
Своје уметничко усавршавање наставила је на Академији лепих уметности у Риму, смер сликарство, у класи професора Франка Ђентилинија и Мина Макарија. Дипломирала је 1963. године и као сликарка радила у оквиру уметничке интернационалне групе Illumination све до краја шездесетих година. Руководећа личност ове интернационалне групе био јапански уметник Абе Нобуја. У периоду од 1970. до 1971. године била је секретар режије у играном филму „Сутјеска“.
Мира Бртка се бавила и модним дизајном. Њене модне креације инспирисане су словачком народном ношњом. Такође је била и колекционар словачких народних ношњи и антиквитета.
Брткини уметнички радови налазе се у многим јавним збиркама и приватним колекцијама, као што су: Музеј савремене уметности Војводине, Нови Сад; Музеј савремене уметности, Београд; Музеј града Сарајева, Сарајево; Galleria d’arte „L’Argentario”, Тренто; Museo Civico, Верукио; Galleria nazionale d’arte moderna GNAM, Рим; Galeriartist, Daghan Ozul Collection, Истанбул; Вујичић колекција, Београд; Музеј Мацура, Нови Бановци; Wiener Städtische, Београд и многим другим.
Њене скулптуре постављене су у јавном простору: Аеродром, Вршац; TERRA, Кикинда; Плато испред Галерије Меандер, Апатин; Парк/шеталиште поред Дунава, Апатин; Центар за културу, Стара Пазова.
О Мири Бртки снимљено је више филмова, нпр.: 1982. Никола Мајдак за ТВ Нови Сад, Лице у пролазу; 1993. М. Хорват и Владимир Валентик за ТВ Нови Сад и емисију Арт Форум: разговор са сликарком, вајарком и редитељком Миром Бртком; 2012. Кармело Ромео, по Dreams That Money Can Buy; Ханса Рихтера: Мира Бртка, Рим, итд.
Мира Бртка је 2011. основала Фондацију Бртка–Кресоја, а излагачки простор Фондације у Петроварадину за јавност је отворен 2012. изложбом Мира Бртка и група Illumination.

## Фондација
Фондација МИРА БРТКА основана 2020. године у Београду посвећена је очувању, реафирмацији и валоризацији стваралаштва Мире Бртке, јединствене уметнице која је радила у областима сликарства, скулптуре, филмске и позоришне режије и продукције, анимације, костимографије, веза, модног дизајна, културног активизма и концептуалне уметности. Фондација активно ради на организацији изложби радова Мире Бртке у Риму, Милану, Бечу, Паризу, Лондону... Што Фондацију чини интернационалним културолошким пројектом.
Управни одбор Фондације “МИРА БРТКА“ у првом сазиву именује се у саставу:
1. Мирослав Родић, Председник Управног одбора
2. Јерко Денегри, Члан Управног одбора
3. Јозеф  Клаћик, Управитељ

## Изложбе
Прву самосталну изложбу слика имала је 1964. у Риму, да би затим излагала и на бројним самосталним и групним, проблемским и студијским изложбама у земљи и иностранству. У Музеју савремене уметности Војводине у Новом Саду, 2012. под називом Мира Бртка: Нестабилне равнотеже (1962–2012), поводом педесетогодишњице уметничког рада, приређена јој ретроспективна изложба и тим поводом штампан монографски каталог.

## Награде и признања
- Diploma d’onore, I Mostra internazionale di pittura estemporanea, Латина – Сперлонга, Италија (1962)
- Награда „Златна значка” Културно-просветне заједнице Србије за несебичан, предан и дуготрајан рад и стваралачки допринос у ширењу културе, Београд (2009)
- Награда Светлост за животно дело, Центар за културу, Стара Пазова (2012)[2]
- Награда „Сава Шумановић”[3]